# Stamatios Nikolopoulos
Stamatios Nikolopoulos (n.  ?) este un ciclist grec, medaliat olimpic. A participat la o ediție a Jocurilor Olimpice (1896) în care a câștigat două medalii de argint.